# Phelliactis japonica
Phelliactis japonica är en havsanemonart som först beskrevs av Wassilieff 1908.  Phelliactis japonica ingår i släktet Phelliactis och familjen Hormathiidae. Inga underarter finns listade i Catalogue of Life.